# Der österreichische Installateur

Das Logo

Der österreichische Installateur ist das Organ der Bundesinnung der Sanitär-, Heizungs- und Lüftungstechniker. Die Fachzeitschrift erscheint seit 1947 im Verlag Bohmann Druck & Verlag und ist ein Medium für Gebäudetechnik in Österreich. Sie erreicht 4.000 Installations-Betriebe in Österreich, Planungsbüros, Architekten, Elektrotechniker, Bauträger, Großhandel, Industrie, Behörden, Interessensvertretungen, Energieversorger und Bildungsinstitutionen. Die Zeitschrift erscheint monatlich. Die Auflage beträgt 11.800 Stück (ÖAK 1. Halbjahr 2011). 
Der „gelbe Installateur-Newsletter“ erreicht zudem regelmäßig über 11.000 Empfänger aus der Installations- und Gebäudetechnik-Branche.
Die Themen der Zeitschrift betreffen Heizungs- und Energietechnik, Sanitärtechnik und Badgestaltung, Lüftungs- und Klimatechnik, Installationstechnik und Branchennews. Dabei wird alternativen Energiesystemen (Solar, Biomasse, Wärmepumpe, KWK) ebenso Aufmerksamkeit geschenkt wie der Optimierung bestehender wärmetechnischer Systeme. Im Sanitärbereich geht es um Wellness, Badkultur, neueste Badtrends, barrierefreie Planung, Sanitäreinrichtungen für Objekte und Tourismusbetriebe sowie um Trinkwasserhygiene. Neueste Verbindungstechniken, Rohr- und Sanierungssysteme,  haustechnische Bautrends (Passivhaus, Plus-Energie-Haus) sowie Informationen über Normen, Gesetze und Förderungen, über Unternehmensführung und über Transporter- und Fuhrparkmanagement gehören ebenfalls zu den Themen.